# Морской сельсовет
Морской сельсовет — сельское поселение в Новосибирском районе Новосибирской области Российской Федерации.
Административный центр — село Ленинское.

## История
Статус и границы сельского поселения установлены Законом Новосибирской области от 2 июня 2004 года № 200-ОЗ «О статусе и границах муниципальных образований Новосибирской области»

## Население
| 2002  | 2010  | 2012  | 2013  | 2014  | 2015  | 2016  |
| ----- | ----- | ----- | ----- | ----- | ----- | ----- |
| 2491  | ↗2691 | ↗2793 | ↗2974 | ↗3061 | ↗3085 | ↘3082 |
| 2017  | 2018  | 2019  | 2020  | 2021  |       |       |
| ↘3038 | ↘3005 | ↘2982 | ↘2967 | ↗4722 |       |       |

## Состав сельского поселения
| № | Населённый пункт | Тип населённого пункта       | Население |
| - | ---------------- | ---------------------------- | --------- |
| 1 | Голубой Залив    | дачный посёлок               | ↗238      |
| 2 | Ленинское        | село, административный центр | ↗3480     |